# Norman Taber
Norman Stephen Taber (Providence, 3 de setembro de 1891 – Orange, 15 de julho de 1952) foi um corredor de meio fundo norte-americano, campeão olímpico em Estocolmo 1912.
Estabelecido no atletismo como corredor de milha, Taber conquistou a medalha de ouro dos 3000 m por equipes em Estocolmo, junto com os compatriotas Tell Berna e George Bonhag. Disputando individualmente os 1500 m, ficou com a medalha de bronze, perdendo no photo finish para o compatriota Abel Kiviat, recordista mundial da prova. Foi a primeira vez nos Jogos Olímpicos que esse recurso foi usado para decidir uma colocação.
Ele também estabeleceu um novo recorde mundial para a milha em 1915, marca que só foi superada em 1923 por Paavo Nurmi, o "Finlandês Voador".